# Гомес де Ортега, Касимиро
Касими́ро Го́мес де Орте́га (исп. Casimiro Gomez de Ortega; 4 марта 1741, Аньовер-де-Тахо — 30 апреля 1818, Мадрид) — испанский фармацевт и ботаник. Известны также его поэтические сочинения.

## Биография
Учился в Болонье (1758—1762), где получил степень доктора философии в области медицины. Вернувшись в 1762 году в Мадрид, работал фармацевтом. В 1771 году стал первым профессором Королевского ботанического сада Мадрида; здесь он проработал до своего ухода на пенсию в 1801 году.
Автор большого количества публикаций на ботанические темы. Был редактором испанского издания «Философии ботаники» Карла Линнея (1792).

## Почести
В честь учёного назван род деревьев из центрального Чили — Gomortega (Molina) Baill.